# ラヴ・ディアス
ラヴ・ディアス（Lav Diaz、1958年12月30日 - ）は、フィリピンの映画監督。フィリピン映画界の怪物的映画作家と呼ばれる。

## 来歴
1998年、長編『Serafin Geronimo: Kriminal ng Barrio Concepcion』で映画監督としてデビュー。2001年に発表した4作目の『Batang West Side』は上映時間が5時間15分に及ぶ大作であり、ガワッド・ウリアン賞で作品賞・監督賞を含む10部門で受賞を果たす。2005年にはフィリピンのある一家の1971年から87年までを描いた10時間43分に及ぶ『Ebolusyon ng Isang Pamilyang Pilipino』を発表。その後もともに上映時間が9時間に及ぶ『Heremias: Unang aklat - Ang alamat ng prinsesang bayawak』（2006年）や『Kagadanan sa banwaan ning mga Engkanto』（2007年）といった大作を矢継ぎ早に発表。2008年には上映時間が7時間30分に及ぶ『Melancholia』が第65回ヴェネツィア国際映画祭のオリゾンティ部門でグランプリを受賞。翌2009年にはオムニバスの一篇として製作した短編『蝶は記憶を持たない』が第22回東京国際映画祭で上映され、初めてディアスの作品が日本で紹介された。
2010年代に入り、2011年には3本の長編を、2012年には劇映画とドキュメンタリーを1本ずつ製作した。2013年、ドストエフスキーの『罪と罰』をモチーフにした『北（ノルテ） ― 歴史の終わり』を発表。第66回カンヌ国際映画祭のある視点部門で上映され、無冠に終わったものの概して高い評価を得た。2014年、1970年代のマルコス政権下のフィリピンの農村を舞台にした『昔のはじまり』を発表。第67回ロカルノ国際映画祭のコンペティション部門に出品され、金豹賞を受賞した。

## 作品
- Serafin Geronimo: Kriminal ng Barrio Concepcion （1998年）
- Burger Boys （1999年）
- Hubad sa Ilalim ng Buwan （1999年）
- Batang West Side （2001年）
- Hesus, rebolusyunaryo （2002年）
- Ebolusyon ng Isang Pamilyang Pilipino （2005年）
- Heremias: Unang aklat - Ang alamat ng prinsesang bayawak （2006年）
- Kagadanan sa banwaan ning mga Engkanto （2007年）
- Melancholia （2008年）
- Purgatorio （2009年） 短編
- 蝶は記憶を持たない Walang alaala ang mga paru-paro （2009年） 短編
- Elehiya sa dumalaw mula sa himagsikan （2011年）
- Siglo ng pagluluwal （2011年）
- Babae ng hangin （2011年）
- Florentina Hubaldo, CTE （2012年）
- Pagsisiyasat sa gabing ayaw lumimot （2012年） ドキュメンタリー
- 北 （ノルテ） ― 歴史の終わり Norte, hangganan ng kasaysayan （2013年） 第67回ロカルノ国際映画祭 金豹賞
- Prologo sa ang dakilang desaparacido （2013年） 短編
- Ang alitaptap （2013年） 短編
- Alamat ni China Doll （2013年） 脚本のみ
- 昔のはじまり Mula sa kung ano ang noon （2014年）
- Mga anak ng unos （2014年） ドキュメンタリー
- 痛ましき謎への子守唄 Hele sa Hiwagang Hapis （2016年） 第66回ベルリン国際映画祭 アルフレッド・バウアー賞（銀熊賞）
- 立ち去った女 Ang Babaeng Humayo （2016年）
- それぞれの道のり Lakbayan （2018年） 第31回東京国際映画祭「ワールド・フォーカス」部門上映
- 悪魔の季節 Ang panahon ng halimaw （2018年） 第31回東京国際映画祭「CROSSCUT ASIA #05 ラララ 東南アジア」上映
- 停止 Ang hupa （2019年） 第32回東京国際映画祭「CROSSCUT ASIA ♯06 ファンタスティック！ 東南アジア」上映
- チンパンジー属 Lahi, Hayop （2020年） 第33回東京国際映画祭ワールド・フォーカス部門上映
- 波が去るとき Kapag wala nang mga alon （2022年）第35回東京国際映画祭「ワールド・フォーカス」部門上映